# Hedi Mertens
Hedi Mertens, geboren als Berta Hedwig Eberle (* 15. September 1893 in Gossau; † 19. Mai 1982 in Carona) war eine Schweizer Malerin und Vertreterin der Konkreten Kunst.

## Leben und Wirken
Hedi Mertens war die Tochter von Karl Albert Eberle und Nina Gross. Ihre Kindheit verbrachte sie in Gossau im Kanton St. Gallen. 1912 zog sie nach Zürich und wurde die Schülerin des Malers Willy Hummel an der «Kunst- und Gewerbeschule für Damen». In München besuchte Mertens die Debschitz-Schule und später die Kurse des Malers Stanislaus Stückgold.
Von 1917 und 1924 war Mertens mit Hans Roelli, einem Schweizer Dichter, Liedermacher und Reiseveranstalter, verheiratet. Sie hatten zwei Kinder: Annakatharina (* 1918) und Wolfgang (* 1919).
In Schwyz vertiefte sie ihre Beziehungen zu dem Zürcher Landschaftsarchitekten Walter Mertens und dessen Freundeskreis. Nach ihrer Heirat liess sich die Familie Mertens 1930 in Feldmeilen am Zürichsee nieder, wo die Kinder Pieter (* 1931) und Tobias (* 1932) geboren wurden. Hedi Mertens malte kaum noch, aber dank Gesprächen mit Leo Leuppi und Richard Paul Lohse näherte sie sich der Zürcher Konkreten Kunst und den Strömungen der europäischen Moderne. Ihre bevorzugte Gesprächspartnerin war die expressionistische Malerin Helen Dahm, mit der sie 1938 und 1939 nach Indien reiste, in den Ashram des heiligen Meher Baba.
Fast zehn Jahre nach dem Tod ihres Mannes, im Jahr 1952, liess sie sich im Tessin nieder, zunächst in Solduno und im folgenden Jahr in Carona. Sie nahm den deutschen Maler, Grafiker und Schriftsteller Arend Fuhrmann bei sich auf, den sie mit ihrer Familie 1926 kennengelernt hatte, als er noch ein Kind war. Die beiden Künstler ermutigten sich gegenseitig; 1960 kehrte Mertens – in fortgeschrittenem Alter – zur Malerei zurück. In wenig mehr als zwanzig Jahren lieferte sie mit rund 200 konstruktiv-konkreten Werken einen wichtigen Beitrag zur Schweizer Konkreten Kunst.
2023/2024 stellt die Ausstellung Hedi Mertens – Logik und Intuition in Zürich und Lugano eine Verbindung zu zeitgenössischen Werken von Max Bill, Camille Graeser, Verena Loewensberg und Richard Paul Lohse her, den vier Hauptvertretern der Zürcher Konkreten Kunst.

## Ausstellungen (Auswahl)
- 2024: Hedi Mertens – Logik und Intuition. Museum Haus Konstruktiv, Zürich, 8. Februar bis 5. Mai.[3]
- 2023: Hedi Mertens – Logik und Intuition. Museo d’arte della Svizzera italiana (MASI), Lugano, 2. April bis 15. Oktober.[4]